# Campionati del mondo di atletica leggera indoor 2010 - Salto in alto femminile
La gara di salto in alto femminile si è tenuta il 9 e 10 marzo 2010 a Doha. Hanno partecipato 22 atlete, che per qualificarsi hanno dovuto superare una misura almeno pari a 1,92 m.

## Risultati

### Qualification
Qualification: Qualifying Performance 1.95 (Q) or at least 8 best performers (q) advance to the final.
| Rank | Athlete                 | Nationality   | 1.81 | 1.85 | 1.89 | 1.92 | Result | Notes |
| ---- | ----------------------- | ------------- | ---- | ---- | ---- | ---- | ------ | ----- |
| 1    | Blanka Vlašić           | Croazia       | -    | o    | o    | o    | 1.92   | q     |
| 1    | Ruth Beitia             | Spagna        | -    | o    | o    | o    | 1.92   | q     |
| 1    | Marina Aitova           | Kazakistan    | o    | o    | o    | o    | 1.92   | q     |
| 4    | Iva Straková            | Rep. Ceca     | o    | o    | xo   | o    | 1.92   | q, SB |
| 5    | Svetlana Shkolina       | Russia        | o    | o    | o    | xo   | 1.92   | q     |
| 5    | Emma Green              | Svezia        | -    | o    | o    | xo   | 1.92   | q     |
| 7    | Zheng Xingjuan          | Cina          | xo   | o    | o    | xo   | 1.92   | q, SB |
| 8    | Nadiya Dusanova         | Uzbekistan    | o    | o    | xo   | xxo  | 1.92   | q     |
| 9    | Chaunte Howard Lowe     | Stati Uniti   | o    | xo   | xo   | xxo  | 1.92   | q     |
| 10   | Anna Iljuštšenko        | Estonia       | o    | o    | o    | xxx  | 1.89   |       |
| 10   | Stine Kufaas            | Norvegia      | o    | o    | o    | xxx  | 1.89   |       |
| 10   | Irina Gordeeva          | Russia        | o    | o    | o    | xxx  | 1.89   |       |
| 13   | Petrina Price           | Australia     | o    | o    | xxx  |      | 1.85   |       |
| 13   | Meike Kröger            | Germania      | o    | o    | xxx  |      | 1.85   |       |
| 15   | Olena Demydova          | Ucraina       | xo   | o    | xxx  |      | 1.85   |       |
| 16   | Airinė Palšytė          | Lituania      | xxo  | o    | xxx  |      | 1.85   |       |
| 17   | Vikki Hubbard           | Gran Bretagna | o    | xo   | xxx  |      | 1.85   |       |
| 17   | Deirdre Ryan            | Irlanda       | o    | xo   | xxx  |      | 1.85   |       |
| 19   | Venelina Veneva-Mateeva | Bulgaria      | o    | xxo  | xxx  |      | 1.85   |       |
| 20   | Anna Ustinova           | Kazakistan    | o    | xxx  |      |      | 1.81   |       |

### Final
| Rank | Athlete             | Nationality | 1.83 | 1.87 | 1.91 | 1.94 | 1.96 | 1.98 | 2.00 | 2.05 | Result | Notes |
| ---- | ------------------- | ----------- | ---- | ---- | ---- | ---- | ---- | ---- | ---- | ---- | ------ | ----- |
| 1    | Blanka Vlašić       | Croazia     | -    | o    | o    | -    | o    | o    | o    | xxx  | 2.00   |       |
| 2    | Ruth Beitia         | Spagna      | -    | o    | o    | xo   | xo   | o    | xxx  |      | 1.98   |       |
| 3    | Chaunte Howard Lowe | Stati Uniti | o    | -    | o    | xo   | o    | xo   | xxx  |      | 1.98   | SB    |
| 4    | Svetlana Shkolina   | Russia      | -    | o    | o    | o    | xo   | xxx  |      |      | 1.96   |       |
| 5    | Emma Green          | Svezia      | -    | o    | xxo  | xxo  | xxx  |      |      |      | 1.94   |       |
| 5    | Zheng Xingjuan      | Cina        | o    | xo   | xo   | xxo  | xxx  |      |      |      | 1.94   | NR    |
| 7    | Nadiya Dusanova     | Uzbekistan  | o    | o    | o    | xxx  |      |      |      |      | 1.91   |       |
| 7    | Marina Aitova       | Kazakistan  | o    | o    | o    | xxx  |      |      |      |      | 1.91   |       |
| 9    | Iva Straková        | Rep. Ceca   | o    | xo   | xxo  | xxx  |      |      |      |      | 1.91   |       |